# Earnewâld
Earnewâld est un village situé dans la commune néerlandaise de Tytsjerksteradiel, dans la province de la Frise. Son nom en néerlandais est Eernewoude. Le 1er janvier 2009, le village comptait 421 habitants.